# RMS Oceanic (1899)
Az RMS Oceanic egy a White Star Line tulajdonában lévő óceánjáró volt. Első útját 1899-ben tette meg. 1901-ig a világ legnagyobb óceánjárója volt. Az I. világháború 1914-es kitörésekor segédcirkálóként üzemelt. 1914. augusztus 25-én azt a megbízást kapta, hogy járőrözzön Észak-Skócia partjainál, különös figyelmet szentelve a Shetland-szigetek környékére. 1914. szeptember 8-án zátonyra futott és elsüllyedt Foula szigeténél.

## Építés

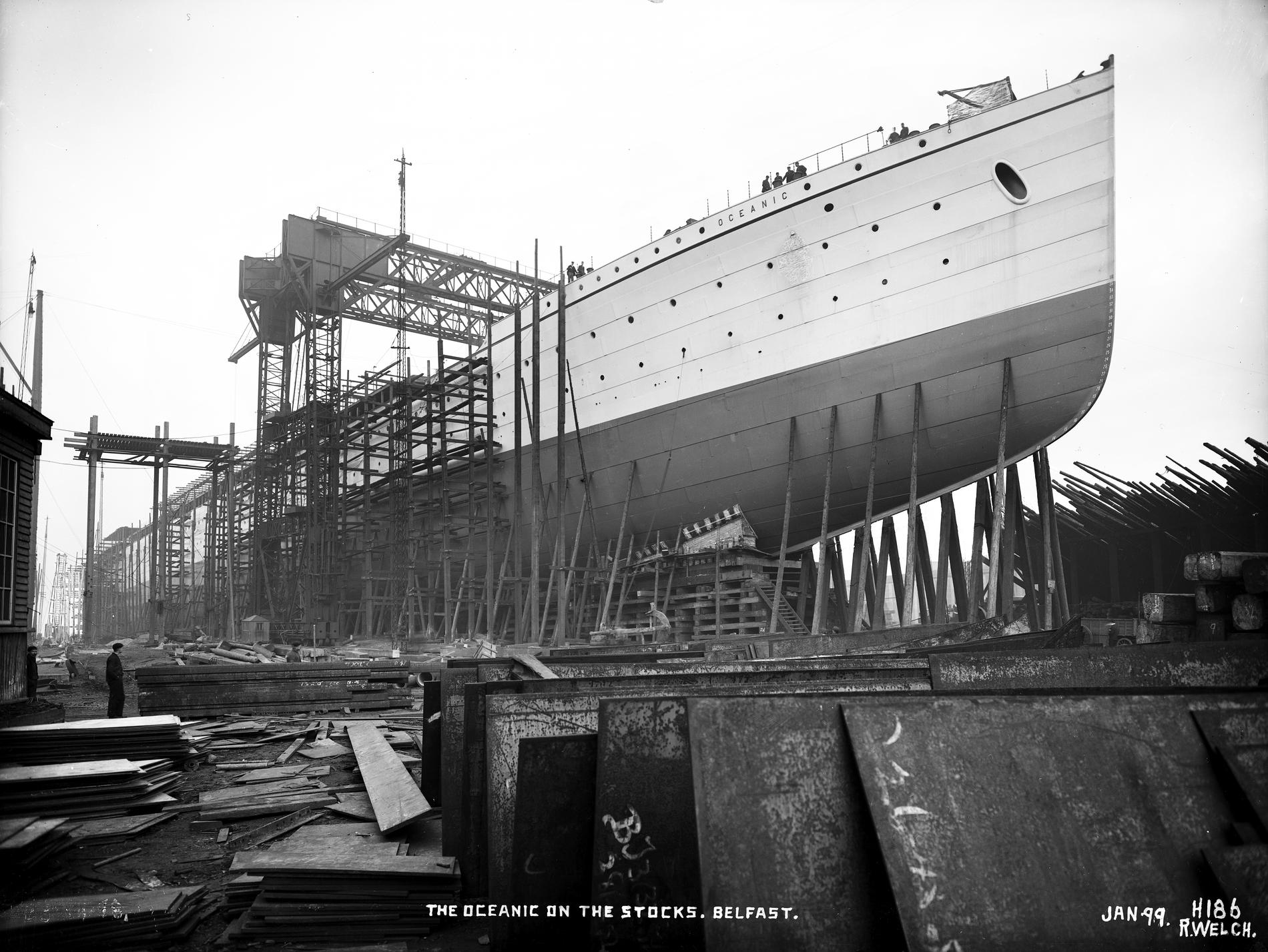
Az Oceanic építése Belfastban

1897-ben alkották meg a hajó vázát, majd Thomas Ismay a hajó tervezője, egyben az Oceanic Steam Navigation Company tulajdonosa felügyelete alatt épült meg. Ez a vállalat volt a White Star Line elődje. A hajó a nevét a társaság neve után kapta, a cég eltökélt szándéka volt, hogy zászlóshajó legyen belőle. Az RMS Oceanic 17272 tonna volt és az „Óceánok Királynője” néven vált ismertté. Megalkotása 1 millió fontsterlingbe került, és még a legkorszerűbb építési technológia mellett is 1500 építőmunkás dolgozott rajta.

## Pályafutása
1899. január 14-én indult első útjára látványos ceremónia közepette. Az Oceanic hídja beleolvadt a hajó további felépítményeibe, ezáltal adva neki egyfajta tiszta vonalvezetést. Érdekesség, hogy ezt a dizájnt a későbbiekben elhagyták és a következő négy nagy White Star hajón a Celtic-en, a Cedric-en, a Baltic-on és az Adriatic-on a furcsa és az egyéb felépítményektől külön elhelyezett „sziget”hidat alkalmazták. Építésekor a legnagyobb hajó volt a világon (ha nem is tömegre) de hosszra mindenképpen, mely meghaladta az SS Great Easternt, egészen a Celtic 1901-es megépítéséig. A hajó közel 2000 utast volt képes elszállásolni beleértve a 349 fős személyzetet.
1912-ben az Oceanic egyike volt azon hajóknak, amelyek segítettek hazaszállítani a Titanic túlélőit és megtalált áldozatait.
1901-ben sűrű ködben összeütközött a Waterford Steamship Company SS Kincora nevű hajójával, amely elsüllyedt, és heten életüket vesztették. 1905-ben a hajón a jobb munkakörülményekért lázadás tört ki, ennek következtében 35 kazánfűtőt bebörtönöztek.

### A háborúban
Röviddel az első világháború kitörése után, az Oceanic sem kerülhette el sorsát, melynek értelmében katonai célokra lehetett felhasználni. Ezek a hajók úgy épültek, hogy megfeleljenek azon különleges haditengerészeti előírásoknak, melyek háború esetén gyorsan átszerelhetővé tették őket, ezáltal a 4,7 hüvelykes ágyúk felszerelése nem okozott problémát.1914. augusztus 8-án megkapta első megbízását, mint segédcirkáló. 1914. augusztus 25-én elindult szolgálati útjára, mely egyben az utolsó is volt. Fel volt hatalmazva, hogy bármely hajót feltartóztassa, rakományát és személyzetét átvizsgálja német kapcsolat után kutatva. Az Oceanic elindult az orkney-i Scapa Flow felé, mely Nagy-Britannia legfőbb haditengerészeti támaszpontja volt. Innen észak felé haladva Setland felé vette az irányt cikk-cakk vonalban, annak érdekében, hogy ne váljon tengeralattjárók célpontjává. Ez a nehéz manőverezés pontos navigálást igényelt, különösen a hajó mérete miatt. Ezt figyelembe véve a gyenge irányítás volt az, ami az Oceanic vesztét okozta, mint sem az ellenség hatékony akciója.

## Katasztrófa

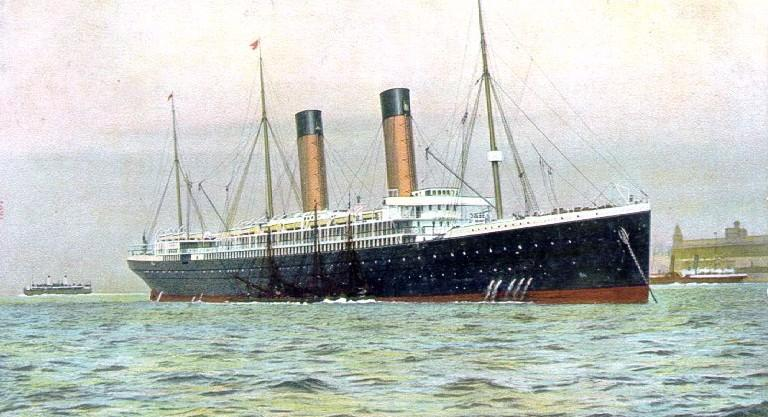
Az Oceanic egy korabeli képeslapon

Miközben szeptember 7-én a hídon mindenki azt hitte, hogy Foula szigetének délnyugati részén vannak és minden rendben, valójában 13 – 14 mérföldel arrébb voltak az előre meghatározott útvonaltól. Ráadásul a sziget rossz oldalán. Ez a tévedés vezetett a zátonyra futáshoz a hírhedt Shaaldsof  Foula-zátonyon, melyet még tiszta, csendes tiszta időben sem lehet észlelni. Slayter kapitány nyugovóra tért az éjszakai műszak után, de előtte utasította a személyzetet, hogy kerüljék meg a Foula-szigetet. Smith kapitány a reggeli órákban vette át az irányítást és legjobb tudása szerint ki akarta vinni a hajót a nyílt tengerre. Mivel korábban nem értett egyet a felettese utasításával miszerint a sziget körül kell járőrözni, a nyílt tenger felé vette az irányt a hajóval. Slayter érezte, hogy változik a hajó helyzete és a hídra érkezve látta, hogy Smith az ő utasítása ellen tett. Ezt követően felülírta Smith parancsát, és ismét a sziget körüli pályára állt, ám ez egy elhamarkodott  és rosszul megítélt döntés volt, melynek következtében a hajó szeptember 8-án zátonyra futott. Az Oceanic volt az első utasszállító hajó a szövetségesek oldalán, amely elsüllyedt a háborúban.

### Mentés
Az Aberdeen társaság Glenogil hajója volt az első, amely a helyszínre érkezett. Bár megkísérelte megmenteni a hajót, de ez a feladat lehetetlennek bizonyult, mert már megrepedt a hajótest, és emiatt az Oceanic már nem maradt volna sokáig a felszínen. Más közelben tartózkodó hajók is az Oceanic megmentésére siettek. A teljes legénységnek sikerült megmenekülnie. Charles Lightoller a hajó első tisztje volt az utolsó ember aki elhagyta a hajót (magához véve a navigációs szoba óráját emlékbe).

### A „hulladék”
Mivel apály idején a hajó roncsai kilátszódtak a vízből, 1924-ben egy elsüllyed német hadihajók roncsait eltakarító társaság a kilógó részeket földarabolta és visszaszórta a tengerbe. 1973-ban egy kutatócsoport kezdte el kutatni a roncsot, 1979-re az utolsó darabjait is eltávolították.

## Fordítás
- Ez a szócikk részben vagy egészben  a   RMS Oceanic (1899) című angol Wikipédia-szócikk fordításán alapul.  Az eredeti cikk szerkesztőit annak laptörténete sorolja fel. Ez a jelzés csupán a megfogalmazás eredetét és a szerzői jogokat jelzi, nem szolgál a cikkben szereplő információk forrásmegjelöléseként.